# سجلات السرطان
هي مجموعة منتظمة من البيانات حول السرطان والأورام. ويتم جمع هذه البيانات من قبل مسجلي السرطان ويحصلون على ملخصاً كاملا ً عن تاريخ المريض والتشخيص والعلاج والحالة لكل مريض بالسرطان في الولايات المتحدة والبلدان الأخرى.
انشأ المعهد الوطني للسرطان (NCI) برنامج مراقبة الاوبئة والنتائج النهائية (SEER) عام 1973 وفقا لقانون السرطان الوطني 1971. اُنشِأ برنامج سجلات السرطان الوطني (NPCR) بأمر من الكونغرس تبعا لقانون تعديل سجلات السرطان عام 1992 والذي يدار من قبل مراكز مكافحة الأمراض والوقاية منها (CDC). يقوم برنامج سجلات السرطان الوطني بالتعاون مع برنامج مراقبة الاوبئة والنتائج النهائية بجمع بيانات السرطان لجميع سكان الولايات المتحدة الأمريكية. نشر مركز مكافحة الأمراض والوقاية منها والمعهد الوطني للسرطان بالتعاون مع سجلات السرطان المركزية لرابطة أمريكا الشمالية إحصاءات سنوية فيدرالية للسرطان وفي إحصاءات السرطان للولايات المتحدة نشر تقرير عن الاصابات والوفيات.
المعلومات المحفوظة في سجل تتضمن: 
المعلومات الديموغرافية، التاريخ الطبي، النتائج التشخيصية، علاج السرطان وتفاصيل المتابعة. 
يتم استخدام البيانات لتقييم نتائج المريض، ونوعية الحياة، توفير معلومات المتابعة، وحساب معدلات الناجيين من السرطان، تحليل نمط الإحالة، وتخصيص الموارد على المستوى الإقليمي أو مستوى الولاية، والإبلاغ عن حالات الإصابة بالسرطان على النحو المطلوب بموجب قانون تحليل نمط الإحالة، وتقييم فعالية طرائق العلاج. 
وهناك سجلات تسمى سجلات السرطان القائمة ع السكان، وسجلات سرطان المستشفيات (وتسمى أيضا سجلات السرطان في المستشفيات)، وسجلات الأغراض الخاصة. .

## التاريخ
```
عام 1926 يعتبر مستشفى Yale_New Haven أول من أسس برنامج لسجلات السرطان.
```

وفي عام 1956 اعتمدت كلية الأمريكية للجراحين (ACOC) رسميا سياسة لتشجيع تطوير سجلات السرطان في المستشفيات من خلال الموافقات.
وفي عام 1973، أسس برنامج المراقبة والوبائيات والنتائج النهائية (SEER))(NCI) أول برنامج وطني (NSI) لسجلات السرطان.
```
في عام 1992 انشا القانون العام الأمريكي 515_102 برنامج وطني لسجلات السرطان (NPCR) ويديره مركز الولايات المتحدة للسيطرة ع الأمراض والوقاية منها (CDC) 
```

و بحلول عام 1993 اعتبرت معظم الولايات ان السرطان مرض يمكن الإبلاغ عنه.

## سجل السرطان حسب السكان
سجلات السرطان السكانية ترصد تواتر حالات السرطان الجديدة (ما يسمى حالات مستجدة) كل عام في مجموعات سكانية محددة وعلى مر الزمن من خلال جمع تقارير الحالات من مصادر مختلفة (مرافق المعالجة، الأطباء وعلماء الأمراض، وشهادات الوفاة).تواتر هذه الحالات المستجدة متوقع لكل 100.000 من اجمالي السكان. وإذا امكن ملاحظة استيعاب غير المتوقع، يتم إنشاء فرضية حول الحالات المحتملة. تم التحقيق في هذه الفرضية في المرحلة الثانية عن طريق جمع بيانات أكثر تفصيل. والهدف هو إدراك المخاطر وتقليل منها.و يستطيع السجل السكاني أيضا رصد آثار التدابير الوقائية. 
جميع السجلات السكانية المركزية في الولايات المتحدة وكندا أعضاء في رابطة أمريكا الشمالية لسجلات السرطان المركزية.
حيث تعمل هذه المنظمة كممثل للسجلات عند التعامل مع المنظمات الوطنية لوضع المعايير، وتضع معايير لنقل السجل الرقمي للسرطان، ويصادق على هذه السجلات لمعرفة جودة بياناتها، من بين المهام المناطة.

## سجل سرطان حسب المستشفيات
تهدف سجلات السرطان في المستشفيات إلى تحسين علاج السرطان. لذلك، يتعين عليهم جمع البيانات تفصيلية حول التشخيص والعلاج يمكن تحقيق التحسينات من خلال: 
- مقارنة العلاج _ اَي العلاج هو الأفضل.
- مقارنة بين المعالجين _ اَي المستشفى،

```
اَي طبيب لديه أفضل النتائج في ظل نفس الظروف (إدارة الجودة). 
```

- دعم العلاج _ يمكن للسجلات تحسين المعلومات حول المريض والمساعدة في توفير العلاج الأمثل من خلال تخطيط العلاج ووإرسال التذكيرات.

## تعاون السجلات
نظرا لان البيانات التي تحتاجها سجلات سرطان المستشفيات عادةً ما تتضمن تلك الخاصة بسجلات السرطان القائمة على السكان ويستخدم كلاهما نفس التصنيفات، يمكن إرسال البيانات من سجل سرطان المستشفى إلى السجل المستند إلى السكان وبالتالي تقليل جهود التوثيق.